# Thunbergia tomentosa
Thunbergia tomentosa är en akantusväxtart som beskrevs av Nathaniel Wallich och Christian Gottfried Daniel Nees von Esenbeck. Thunbergia tomentosa ingår i släktet thunbergior, och familjen akantusväxter. Inga underarter finns listade i Catalogue of Life.